# Porphyrinia albidior
Porphyrinia albidior är en fjärilsart som beskrevs av Culot. Porphyrinia albidior ingår i släktet Porphyrinia och familjen nattflyn. Inga underarter finns listade i Catalogue of Life.